# Köpmangatan, Stockholm
För Köpmangatan i andra städer, se Köpmangatan

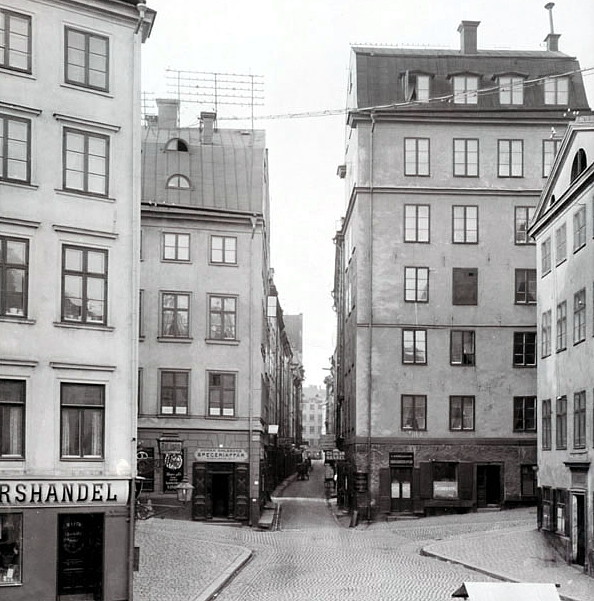
Köpmangatan från Köpmantorget, 1903.

Köpmangatan i Gamla stan (in medio vici dicti köpmangatu / på Köpmännens gata/ år 1323 ) är Stockholms tidigast belagda gatunamn. Sannolikt har det uppkommit av att köpmän under medeltiden hade sina salubodar här.

## Historik

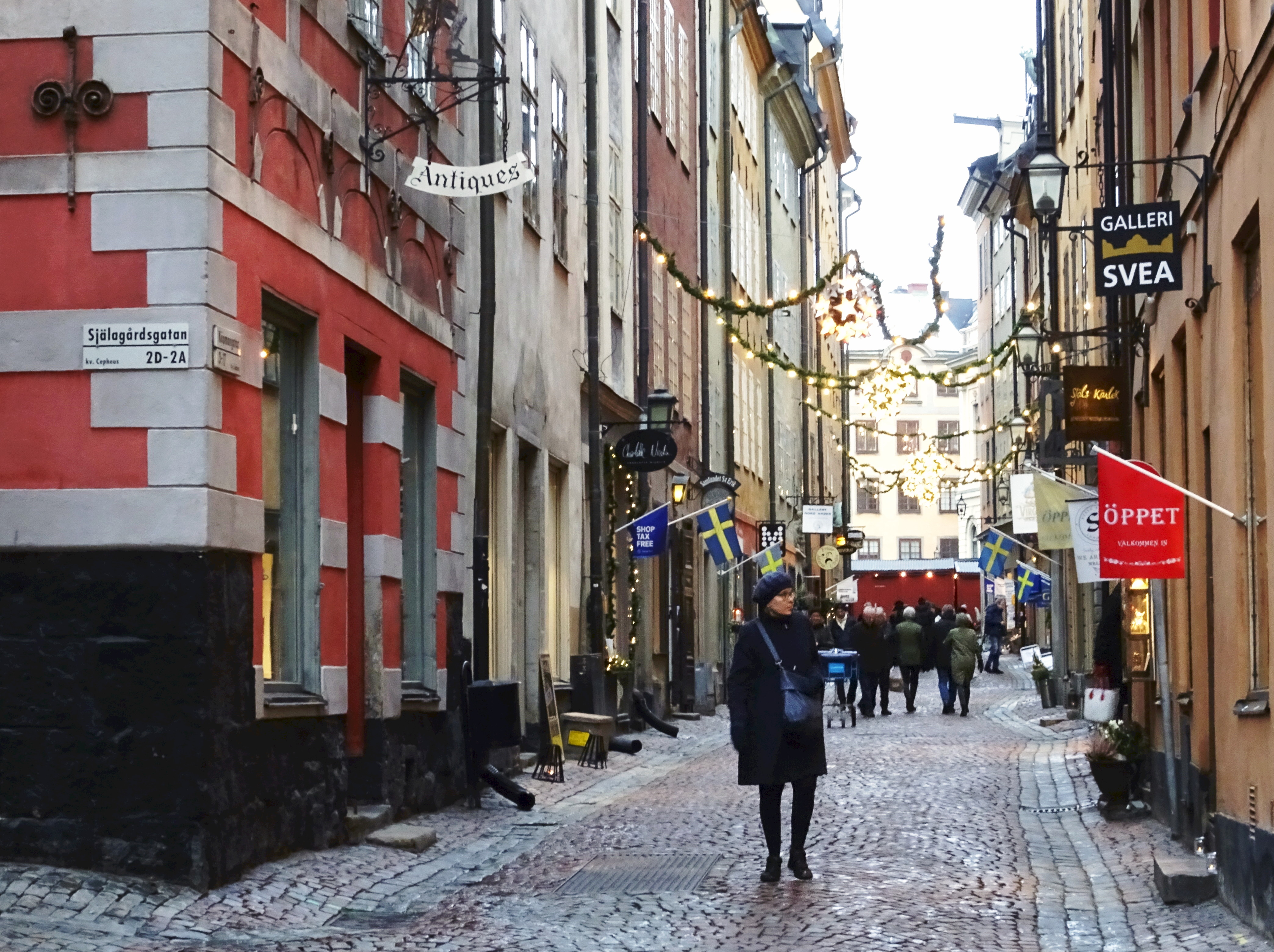
Köpmangatan mot Stortorget, 2018.

Köpmangatan utgjorde på medeltiden den huvudsakliga förbindelselänken mellan Stortorget och det utanför östra stadsmuren liggande Fiskartorget, som var det största torget och ett speciellt köpmantorg i medeltidens Gamla stan, som låg ungefär där nuvarande Brunnsgränd och kvarteret Diana ligger. 
Innanför stadsmuren fanns det på medeltiden en port med ett valv mellan kvarteret Pegasus i norr och Perseus i söder, det var Köpmanporten som revs år 1685. Denna plats kallades även, sedan porten rivits, för Köpmanvalvet och senare för Köpmantorget (Kiöpmanne Torget 1733).

## Byggnader och verksamheter
- Köpmangatan 3 / Själagårdsgatan 2, Bartelska och Törneska husen, byggnadsminne sedan maj 1990
- Köpmangatan 5, här har Samfundet S:t Erik sina lokaler
- Köpmangatan 26 / Stortorget 1, här har Stockholms domkyrkoförsamling sina lokaler
- Köpmangatan 13, Knappmakarens hus

## Intressant kvarter
- Kvarteret Cepheus vid gatans södra sida
- Kvarteret Phaeton vid gatans norra sida
- Kvarteret Pygmalion  vid gatans norra sida

## Bilder

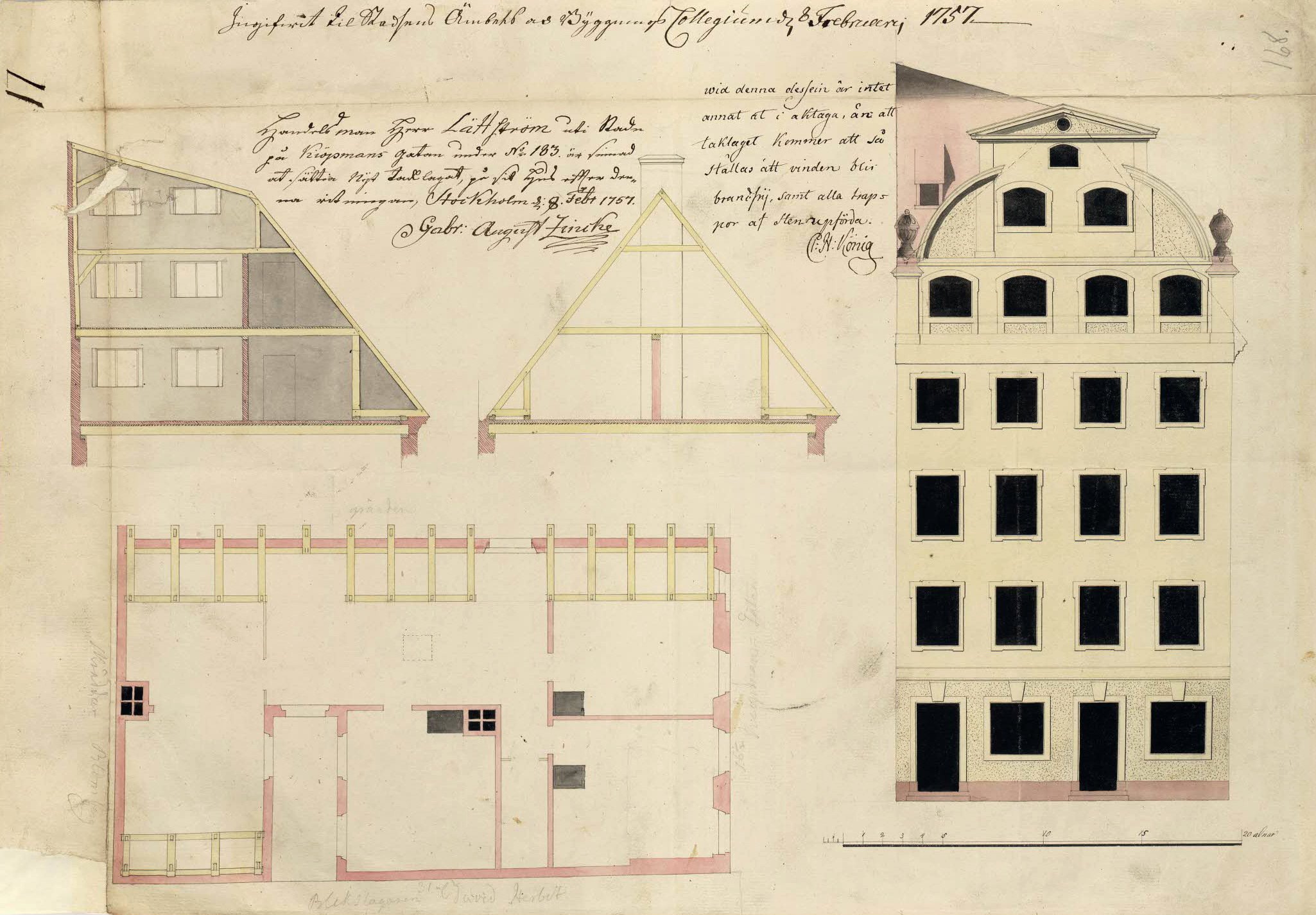
Köpmangatan 18, 1757
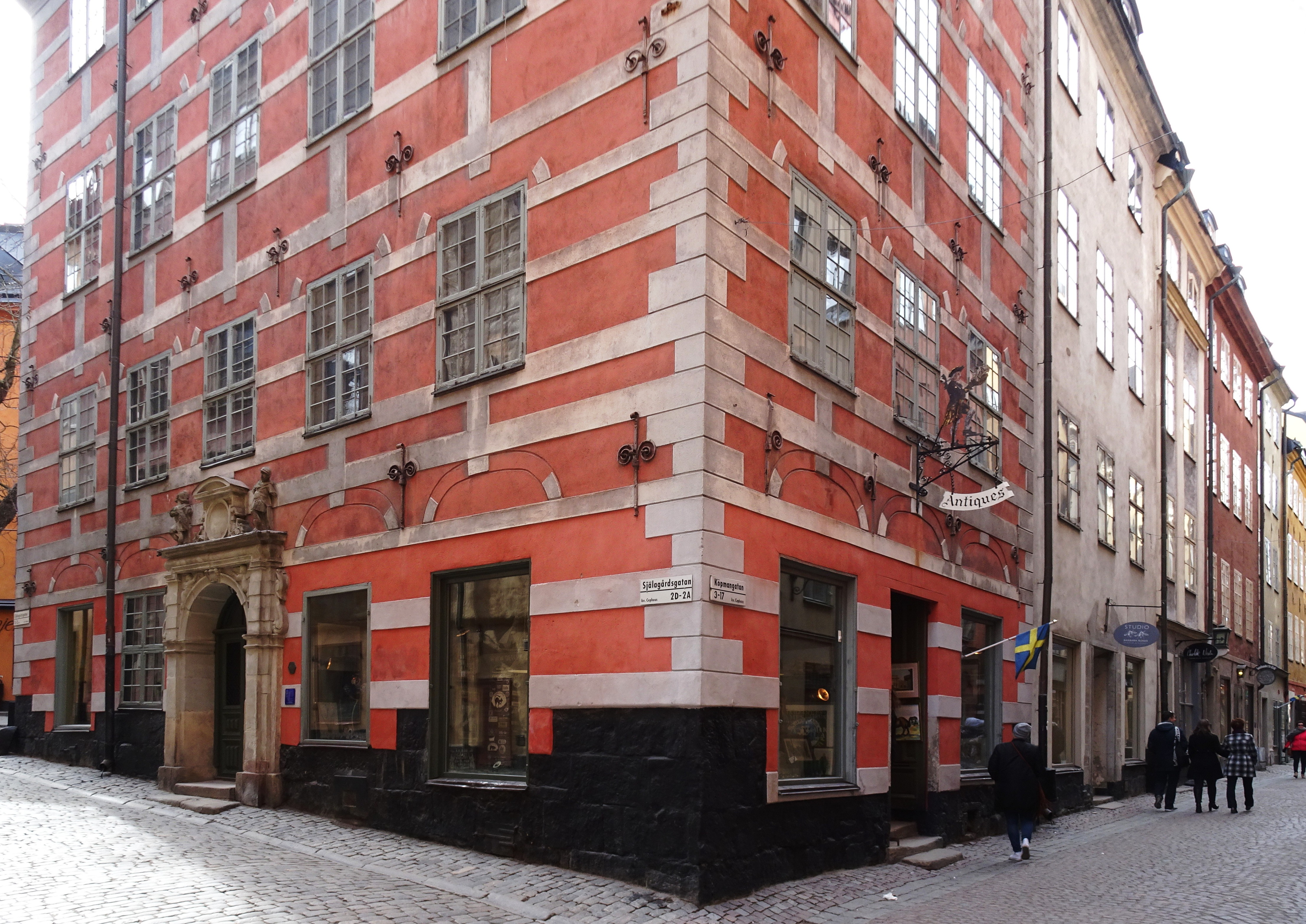
Bartelska huset, 2016
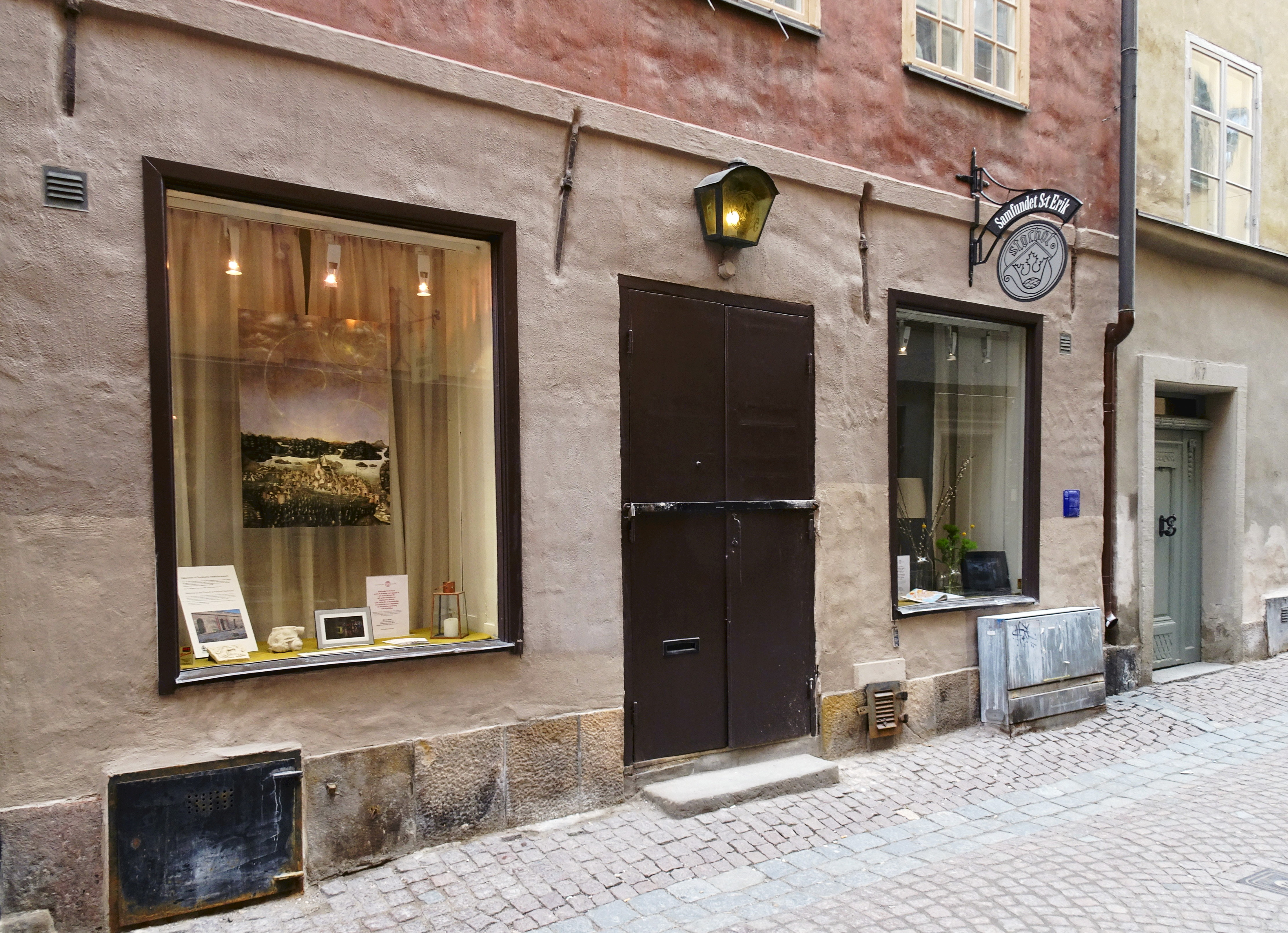
Samfundet S:t Eriks lokaler, 2016
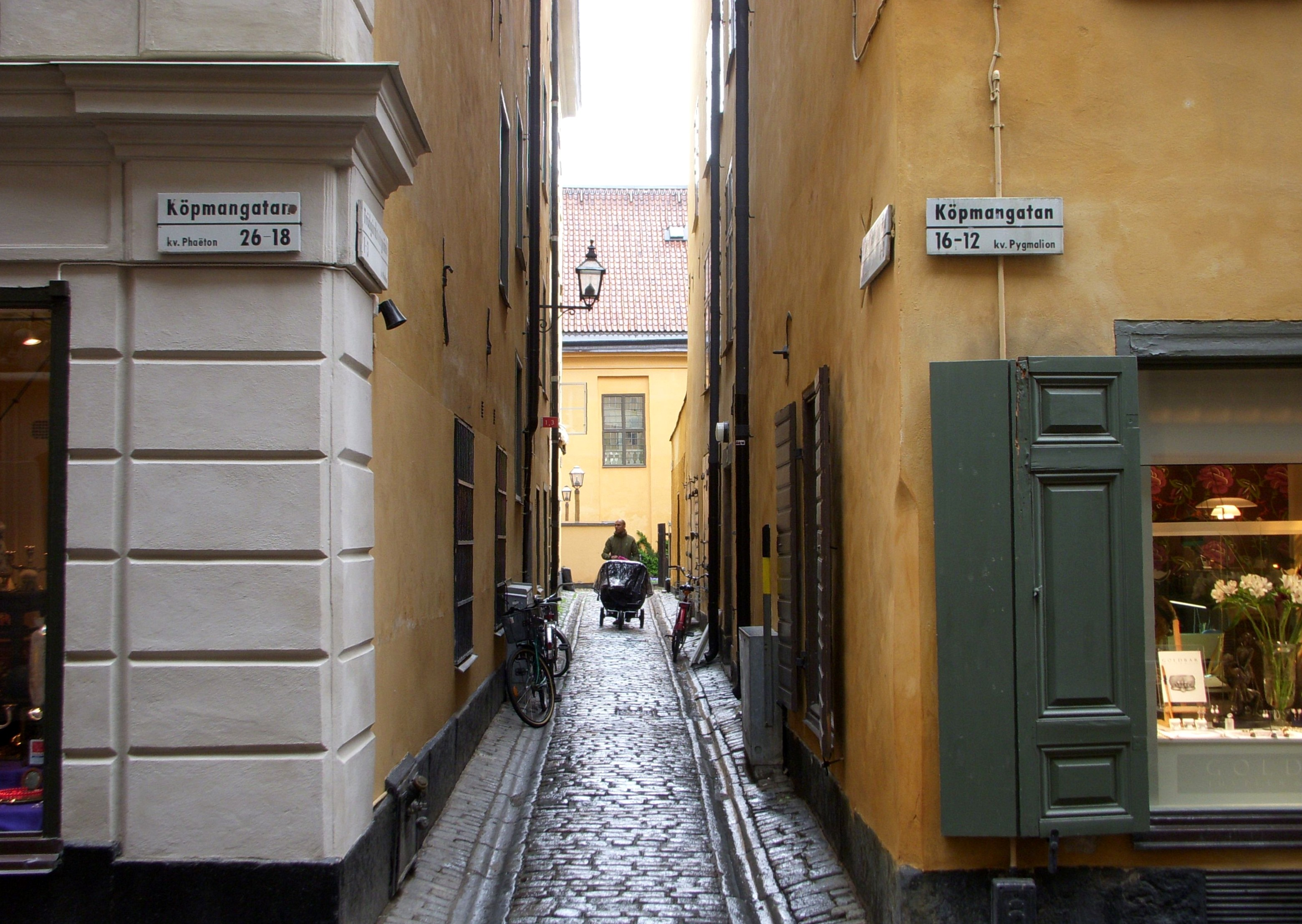
Trädgårdstvärgränd från Köpmansgatan, 2009